# Gábor Gál
Pour les articles homonymes, voir Gál.
Gábor Gál, né le 22 novembre 1974 à Šaľa, est un homme politique slovaque membre du Most-Híd. Il est ministre de la Justice entre 2018 et 2020.